# Clitocybe dicolor
Clitocybe dicolor är en svampart som först beskrevs av Christiaan Hendrik Persoon, och fick sitt nu gällande namn av Jakob Emanuel Lange 1935. Clitocybe dicolor ingår i släktet Clitocybe och familjen Tricholomataceae.   Inga underarter finns listade i Catalogue of Life.